# Банк міжнародних розрахунків
Банк міжнарóдних розрахýнків (БМР; англ. Bank for International Settlements, BIS; фр. Banque des règlements internationaux, BRI) — спеціалізований міждержавний фінансовий інститут, який об'єднує на акціонерній основі частину фінансових ресурсів центральних банків 60 країн.

## Загальний опис
Створений у 1930 р. Первісна мета створення БМР — координація надходжень і платежів, котрі виникали у зв'язку з репараціями, які сплачувала Німеччина країнам-переможцям у Першій світовій війні. Після Другої світової війни БМР брав участь в операціях за «планом Маршалла». Пізніше БМР став відігравати активну роль в операціях щодо компенсації негативних ефектів від міжнародних валютних угод спекулятивного характеру.
Статутний капітал БМР −1.5 млрд зол. франків (1 зол. Франк=1.94 дол. США). Баланс за 1990 становив 41.3 млрд зол. Франків. Найвищий орган — загальні збори акціонерів, які скликаються щорічно. Розв'язанням готових питань займається Рада директорів. Місце перебування — м. Базель (Швейцарія). При банку також діє Комітет з питань банківського нагляду.
Банк міжнародних розрахунків незмінно залишається центральною банківською установою на світовій арені. Він належить центральним банкам країн-членів, контролюється ними, надає чимало суто спеціалізованих послуг центральним банкам як членам БМР, так і іншим центральним банкам.
Одна з основних цілей міжнародної діяльності Банку полягає в зміцненні міжнародної фінансової стабільності. Особливої актуальності така діяльність набуває в сучасних умовах інтеграції світових фінансових ринків. Це визначає місце і роль банку в системі міжнародних відносин: БМР є місцем зустрічі представників центральних банків; є банком центральних банків — зберігає їх депозити, які становлять значну частку світових валютних резервів, здійснює розрахунки між ними на кліринговій основі; є агентом або довіреною особою з різноманітних міжнародних фінансових домовленостей.
Членами БМР нині є 41 центральний банк країн Європи, Азії, Африки та США, ряд країн очікують рішення щодо включення їх до БМР. США представлені у Банку City Bank Corp, а не Федеральною резервною системою (ФРС). Однак остання тісно співпрацює з Банком: на щомісячних нарадах у Базелі (Базельський клуб) і загальних зборах засновників БМР завжди присутній член Ради керуючих ФРС. Пріоритет в управлінні діяльністю БМР належить країнам Західної Європи.
За правовим статусом БМР є компанією з обмеженою відповідальністю, що має випущений акціонерний капітал. Статутний акціонерний капітал банку міжнародних розрахунків становить 1500 млн золотих франків у вигляді 600 000 акцій з рівною номінальною вартістю (2500 золотих франків за акцію). Відповідно до статті 7 Статуту БМР, акції, що випущені (517 125 акцій), повністю оплачені з розрахунку 25 % їх номінальної вартості (625 золотих франків за акцію). За станом на 31 березня 1997 р. оплачена частина акціонерного капіталу БМР становила 323,2 млн золотих франків.
На капітал Банку кожна країна-учасниця в межах свого пайового внеску може здійснити або пряму підписку на акції або продаж їх на відкритому валютному ринку. Перший шлях передбачає, що центральні банки самі підписуються на акції, а другий — що вони можуть організувати публічну підписку на акції у своїх країнах. Відповідно до другого підходу частина випуску акцій у Бельгії, Франції і повний випуск у США належить приватним акціонерам. Частка цих держателів у капіталі Банку становить 14 %, і близько 86 % випущеного акціонерного капіталу зареєстровано на ім'я центральних банків. Усі акції мають рівні права на отримання щорічних дивідендів, разом з тим право голосу (присутності) належить виключно центральним банкам тієї країни, у якій відбувалась первісна підписка на національний випуск акцій.

## Структура та органи
Адміністративна структура БМР має три органи: загальні збори акціонерів, рада директорів і правління.
Загальні збори скликаються щороку, як правило, у другий понеділок червня з представників центральних банків-акціонерів, голоси яких розподіляються пропорційно до кількості їх акцій.
До складу Ради директорів входять шість керуючих центральних банків. Крім того, кожний із них назначає ще одного члена, який представляє його країну. Сьогодні членами ради директорів є керуючі центральних банків Бельгії, Німеччини, Італії, Великої Британії, Франції і голова Ради керуючих ФРС США. Положення Статуту передбачає вибір у Раду ще не більше дев'яти керуючих інших центральних банків-членів. Зараз вибраними членами є Канада, Нідерланди, Швейцарія, Швеція та Японія. Із числа членів Ради директорів обирається голова і призначається президент банку (з 1948 р. ці дві посади виконує одна особа). З 30 червня 1997 р. ці посади обіймає керуючий Національним банком Бельгії Альфонс Верплатсе.
Рада директорів призначає головного менеджера (нині ним є Ендрю Д. Крокетт) та інших членів правління, які здійснюють оперативну діяльність з керівництва банком.

### Комітети БМР
Під егідою БМР і за його підтримки працюють три комітети з розроблення та погодження нормативних банківських стандартів:
1. Базельський комітет з банківського нагляду — розробляє мінімальні принципи ефективного банківського нагляду;
2. Базельський комітет з систем платежів і розрахунків — здійснює нагляд за міжнародними розрахунками і розробляє нові механізми міжнародних розрахунків. Найбільш значущими є його рекомендації щодо розрахунків за фінансовими деривативами, урахування системних ризиків тощо;
3. Постійний комітет з євровалют — вивчає і надає рекомендації щодо удосконалення банківського регулювання ринку євровалют.

## Члени

Держави-члени (2013)

Станом на травень 2016 р., членами БМР є 60 центральних банків та органів грошово-кредитного регулювання.
| Держава                         | Центральний банк                               | Рік запрошення до членства |
| ------------------------------- | ---------------------------------------------- | -------------------------- |
| Австралія                       | Резервний банк Австралії                       |                            |
| Австрія                         | Національний банк Австрії                      |                            |
| Алжир                           | Банк Алжиру                                    | 2003                       |
| Аргентина                       | Центральний банк Аргентинської Республіки      | 1999                       |
| Бельгія                         | Національний банк Бельгії                      |                            |
| Болгарія                        | Болгарський народний банк                      |                            |
| Боснія і Герцеговина            | Центральний банк Боснії і Герцеґовини          |                            |
| Бразилія                        | Центральний банк Бразилії                      | 1996                       |
| Велика Британія                 | Банк Англії                                    |                            |
| Гонконг                         | Управління грошового обігу Гонконгу            | 1996                       |
| Греція                          | Банк Греції                                    |                            |
| Данія                           | Національний банк Данії                        |                            |
| Естонія                         | Банк Естонії                                   |                            |
| Європейський Союз               | Європейський центральний банк                  | 1999                       |
| Ізраїль                         | Банк Ізраїлю                                   | 2003                       |
| Індія                           | Резервний банк Індії                           | 1996                       |
| Індонезія                       | Банк Індонезії                                 | 1999, 2003                 |
| Ірландія                        | Центральний банк Ірландії                      |                            |
| Ісландія                        | Центральний банк Ісландії                      |                            |
| Іспанія                         | Банк Іспанії                                   |                            |
| Італія                          | Банк Італії                                    |                            |
| Канада                          | Банк Канади                                    |                            |
| Китай                           | Народний банк Китаю                            | 1996                       |
| Колумбія                        | Банк Республіки                                | 2011                       |
| Латвія                          | Банк Латвії                                    |                            |
| Литва                           | Банк Литви                                     |                            |
| Люксембург                      | Центральний банк Люксембургу                   | 2011                       |
| Малайзія                        | Банк Негара Малайзія                           | 1999                       |
| Мексика                         | Банк Мексики                                   | 1996                       |
| Нідерланди                      | Нідерландський банк                            |                            |
| Німеччина                       | Німецький федеральний банк                     |                            |
| Нова Зеландія                   | Резервний банк Нової Зеландії                  | 2003                       |
| Норвегія                        | Норвезький банк                                |                            |
| Об'єднані Арабські Емірати      | Центральний банк Об'єднаних Арабських Еміратів | 2011                       |
| Перу                            | Центральний резервний банк Перу                | 2011                       |
| Південна Корея                  | Банк Кореї                                     | 1996                       |
| Південно-Африканська Республіка | Південно-Африканський резервний банк           |                            |
| Польща                          | Національний банк Польщі                       |                            |
| Португалія                      | Банк Португалії                                |                            |
| Північна Македонія              | Народний банк Північної Македонії              |                            |
| Російська Федерація             | Центральний банк Російської Федерації          | 1996                       |
| Румунія                         | Національний банк Румунії                      |                            |
| Саудівська Аравія               | Агентство грошового обігу Саудівської Аравії   | 1996                       |
| Сербія                          | Народний банк Сербії                           |                            |
| Сінгапур                        | Грошово-кредитне управління Сінгапуру          | 1996                       |
| Словаччина                      | Національний банк Словаччини                   |                            |
| Словенія                        | Банк Словенії                                  |                            |
| Сполучені Штати Америки         | Рада керуючих Федеральної резервної системи    |                            |
| Таїланд                         | Банк Таїланду                                  | 1999                       |
| Туреччина                       | Центральний банк Турецької Республіки          |                            |
| Угорщина                        | Угорський національний банк                    |                            |
| Філіппіни                       | Центральний банк Філіппін                      | 2003                       |
| Фінляндія                       | Банк Фінляндії                                 |                            |
| Франція                         | Банк Франції                                   |                            |
| Хорватія                        | Хорватський народний банк                      |                            |
| Чехія                           | Національний банк Чехії                        |                            |
| Чилі                            | Центральний банк Чилі                          | 2003                       |
| Швейцарія                       | Національний банк Швейцарії                    |                            |
| Швеція                          | Банк Швеції                                    |                            |
| Японія                          | Банк Японії                                    |                            |

## Основні функції
БМР виконує цілий ряд функцій. Зокрема він:
- здійснює широке коло банківських операцій з метою сприяння центральним банкам в управлінні їх валютними резервами, тобто БМР є банком центральних банків;
- слугує форумом (організатором) міжнародного грошово-кредитного і валютного співробітництва, у рамках якого періодично зустрічаються керівники центральних банків;
- виступає інформаційно-дослідним центром з питань грошово-кредитних та валютно-фінансових відносин;
- виконує функції агента та довіреної особи з виконання міжнародних фінансових угод, у тому числі до 1994 р. у рамках ЄС.

Як банк центральних банків БМР виконує важливу функцію координатора діяльності цих банків. Водночас не тільки центральні банки-акціонери, а й інші центральні банки (близько 120), а також різноманітні міжнародні фінансові установи використовують БМР як банк. Крім здійснення взаємних міжнародних розрахунків, він надає усілякі фінансові послуги щодо управління зовнішніми резервами центральних банків.
Крім того, БМР приймає від центральних банків короткострокові вклади (до трьох місяців) в іноземній валюті або золоті. На кінець березня 1997 р. загальна сума депозитів у БМР становила близько 113,1 млрд дол. США, що становить близько 7 % світових валютних запасів. Із цими коштами БМР виконує такі операції:
- операції з валютою і цінними паперами (в основному короткострокові державні цінні папери);
- депозитно-позичкові операції (надає центральним банкам забезпечені золотом або депозитами кредити, іноді надає незабезпечені (резервні) кредити на надто короткі строки);
- приймання урядових вкладів за особливими угодами (БМР не дозволено надавати кредити урядам або відкривати їм поточні рахунки);
- інвестиційні послуги управління портфелем цінних паперів;
- операції з купівлі-продажу і зберігання золота;
- інші послуги на світових ринках як агента або кореспондента центральних банків (проміжне фінансування).

Як уже зазначалося, БМР — це своєрідний форум, що сприяє міжнародному співробітництву банків. Він регулярно організовує у себе зустрічі (Базельські зустрічі) представників центральних банків країн-членів та інших центральних банків, співпрацює з Групою десяти. Головна мета цих зустрічей — досягнення високого ступеня взаєморозуміння з питань грошово-кредитного й економічного характеру, функціонування світової валютної системи тощо.
БМР створює можливості для роботи різноманітних комітетів (як постійних, так і спеціальних), що вивчають і обговорюють конкретні питання: проблеми міжнародної заборгованості; упровадження фінансових інновацій, удосконалення фінансових інструментів, структури фінансових ринків, банківського нагляду, забезпечення ефективності і стабільності систем внутрішніх і міжнародних платежів і розрахунків тощо.

## Сучасний стан
За роки свого існування БМР перетворився на провідний інформаційно-дослідницький центр з монетарних і фінансових проблем. Він збирає і публікує інформацію про стан на міжнародному ринку банківських і фінансових послуг. Дослідження банку мають прикладний характер. БМР готує міжбанківську базу даних, доступ до якої мають центральні банки. Вона містить інформацію про діяльність центральних банків на зовнішніх валютних ринках та про стан цих ринків.
БМР своєю діяльністю сприяє виконанню міжнародних фінансових угод, надаючи з цією метою посередницькі і довірчі послуги. При цьому він діє як фіскальний агент або банк-депозитарій з міжнародних угод про позики. Так, БМР виконував роль агента приватної системи клірингових платежів і розрахунків в ЕКЮ при Банківській асоціації ЕКЮ (БАЕ). Нині він є агентом щодо клірингових платежів у євро. Крім того, Банк може виконувати інші різноманітні функції, наприклад агента з гарантування повернення боргу.

### БМР і Україна
На сьогодні (2016), Україна не є учасником БМР. Але Національний банк України розглядає можливості щодо організації співробітництва з БМР, адже Банк міжнародних розрахунків є великою світовою організацією, яка сприяє міжнародному валютно-кредитному співробітництву, є банком центральних банків.